# قصبه یونگ‌پیونگ
قصبه یونگ‌پیونگ (به کره‌ای: 용평면) یک قصبه در شمال‌شرق کره جنوبی (شرق شبه‌جزیره کره) است که در تابعیت شهرستان پیونگ‌چانگ، استان گانگوون قرار دارد. قصبه یونگ‌پیونگ ۱۳۵٫۴۳ کیلومتر مربع مساحت و ۲٬۹۵۹ نفر جمعیت دارد.

## تاریخ
در زمان پادشاهی چوسان، اراضی‌ای که بعدا این قصبه را تشکیل دادند، در تابعیت سه قصبهٔ «بونگ‌پیونگ» [봉평면]، «جینبو» [진부면]، و «ده‌هوا»  [대화면] و در شهرستان گانگ‌نونگ قرار داشته.
در اکتبر سال ۱۹۰۶ میلادی، سه قصبهٔ‌ «بونگ‌پیونگ»، «جینبو»، و «ده‌هوا» از شهرستان گانگ‌نونگ جدا شده و ضمیمهٔ شهرستان پیونگ‌چانگ شدند.
در ژوئیه سال ۱۹۷۳ میلادی، روستای «جانگ‌پیونگ» از «قصبهٔ جینبو» به «قصبهٔ بونگ‌پیونگ» انتقال یافت.
در فوریه سال ۱۹۸۳، از ادغام بخش‌هایی از قصبه‌های «بونگ‌پیونگ»، «جینبو»، و «ده‌هوا»، قصبه یونگ‌پیونگ تاسیس شد. دو روستای بزرگ و اصلی این قصبهٔ جدیدالتأسیس، روستاهای «یونگجون» و «جانگ‌پیونگ» می‌باشد. نام این قصبهٔ گرفته شده از هجای اول نام روستای اول، و هجای دوم نام روستای دوم می‌باشد.

## تقسیمات اداری
قصبه یونگ‌پیونگ به ۸ روستای تابعه تقسیم شده است. دو روستای «یونگجون» و «جانگ‌پیونگ» در واقع تشکیل‌دهندهٔ منطقهٔ‌ شهری و جمعیتی اصلی این قصبه می‌باشند. روستای «یونگجون» مرکز اداری این قصبه، و روستای «جانگ‌پیونگ» پرجمعیت‌ترین و پرتکاپوترین روستای آن می‌باشد.
| - ایموک‌جونگ (이목정리، Imokjeong-ri) - بِگوک‌پو (백옥포리، Baegokpo-ri) - جانگ‌پیونگ (장평리، Jangpyeong-ri) - جه‌سان (재산리، Jaesan-ri) | - دوسا (도사리، Dosa-ri) - سوکسا (속사리، Soksa-ri) - نودونگ (노동리، Nodong-ri) - یونگجون (용전리، Yongjeon-ri) |